# Burlatscha Balka
Burlatscha Balka (ukrainisch Бурлача Балка, russisch Бурлачья Балка Burlatschja Balka) ist ein Dorf in der Oblast Odessa im Südwesten der Ukraine mit etwa 1200 Einwohnern (2022).

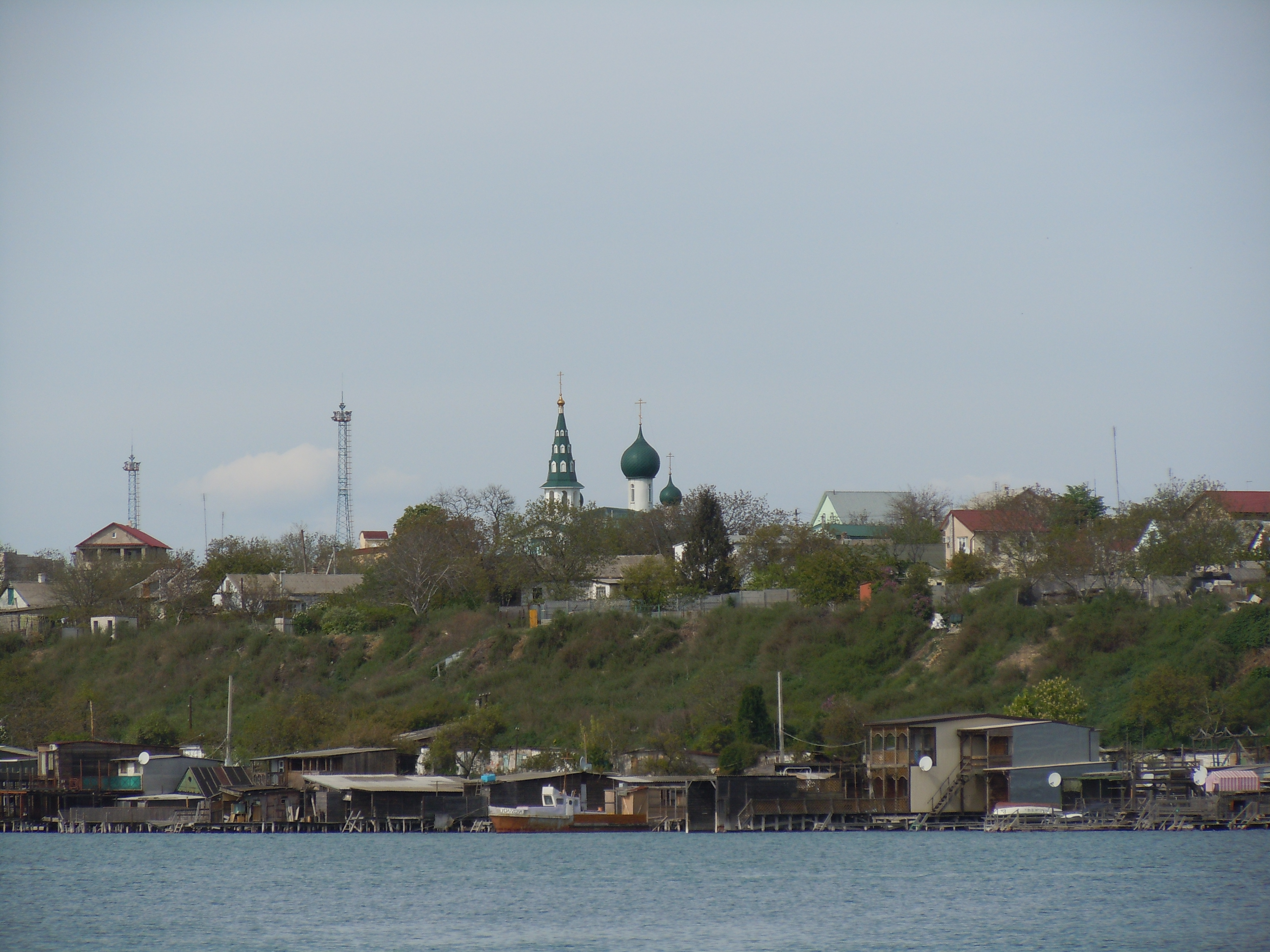
Blick vom Meer auf das Dorf

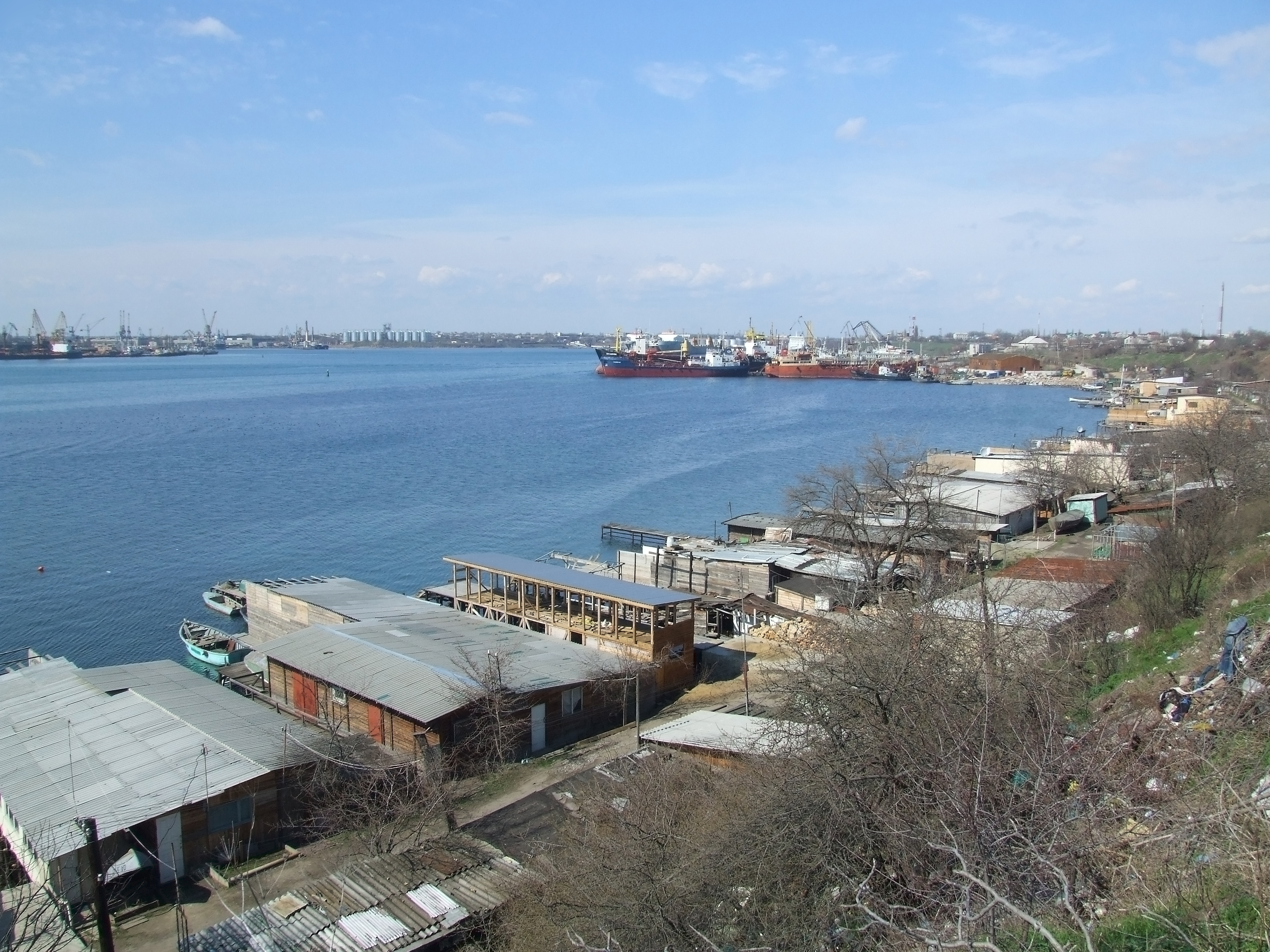
Blick auf die Fischerhütten des Dorfes

Das 1973 gegründete Dorf liegt am Ostufer des Suchyj-Limans kurz vor dessen Mündung ins Schwarze Meer 20 km südwestlich von Odessa und 11 km nordöstlich der Stadt Tschornomorsk, zu der das Dorf administrativ gehört.
Seit dem 17. Juli 2020 ist sie ein Teil des Rajons Odessa.
Im Norden von Burlatscha Balka verläuft die Fernstraße M 27.
Im Dorf befindet sich ein Fischereihafen und der Fährhafen von Tschornomorsk, von dem seit 1978 eine Eisenbahnfährverbindung ins bulgarische Warna besteht.